# Classe Catinat
La classe Catinat fut une classe de deux croiseurs protégés de 2e classe construits par la marine française entre 1896 et 1899 . 
Le Catinat et son sister-ship, le Protet furent mis en service juste à la fin du XIXe siècle.

## Les unités de la classe Catinat
| Nom     | Commande | Lancement    | Service effectif | Chantier naval                                  | Fin de carrière      | Image |
| ------- | -------- | ------------ | ---------------- | ----------------------------------------------- | -------------------- | ----- |
| Catinat | 1894     | Octobre 1896 | Janvier 1898     | Forges et Chantiers de la Méditerranée Le Havre | Rayé en janvier 1911 |       |
| Protet  |          | Juillet 1898 | Février 1899     | Forges et Chantiers de la Gironde Bordeaux      | Rayé en janvier 1910 |       |